# Privátní značka
Privátní značka je označení pro výrobky a služby, které vytváří výrobce pro jinou společnost, která ji nabízí pod svou značkou. Většinou jde o obchodníky a další členy distribučního řetězce. Vznik, plánování, rozvoj a řízení privátní značky probíhá dohledem vlastníka a výrobce se vzdává své identity ve prospěch obchodních subjektů. Pro obchodníka jsou privátní značky výhodné, neboť mu umožňují odlišit se od konkurence, zhodnotit image firmy, zlepšit loajalitu zákazníků, získat výhodnější pozici v odběratelských vztazích a samostatně rozhodovat o cenách, čímž může mít obchodník vyšší marži. Oproti běžným značkám mívají nižší náklady na výrobu a prodej a prodávají se za výhodnější ceny proti konkurenci. Ceny výrobků s privátní a výrobní značkou se průměrně liší v rozmezí 20–40 %.
Používají se i názvy maloobchodní značka, vlastní značka, vlastní značka distributora, soukromá značka či obchodní značka, v angličtině pak private labels, own brands, home brands či store brand.

## Historie
První zboží privátních značek se objevily na konci 19. století ve Spojených státech a prodávala je společnost The Great Atlantic and Pacific Tea Company. Na evropský trh vstoupily v 70. letech 20. století, kde se ve Spojeném království prodávaly pod firmou Sainsbury´s. Na českém trhu se objevují od roku 1994. Největší nárůst po celém světě nastal v 90. letech 20. století, v České republice pak po roce 1999. V roce 2014 na českém trhu dosahoval podíl privátních značek 18 %, v západní Evropě pak 29 %. Nižní podíl na českém trhu může být podle agentury AC Nielsen ovlivněn permanentními slevovými kampaněmi na značkové výrobky. Od roku 2012, kdy byl podíl privátních značek na výdajích domácností 19,4 %, do roku 2016 tento podíl stoupl o 1,5 % na 20,9 %.
| 2012   | 2013   | 2014   | 2015   | 2016   |
| 19,4 % | 20,3 % | 20,5 % | 20,3 % | 20,9 % |

## Fáze zavádění
Zavádění privátních značek na trhy prošlo čtyřmi fázemi. Nejprve se obchodníci zaměřovali na základní rychloobrátkové zboží v nejnižší cenové kategorii s cílem zvýšit svou marži a vytvořit alternativu k výrobním značkám. Zaměřovali se na zákazníky citlivé na cenu. Ve druhé fázi zaváděli výrobky střední kvality za nízkou cenu, čímž chtěli posílit věrnost zákazníků a omezovat sílu výrobců. Ve třetí fázi došlo k zavedení i prémiových značek a rozvoji předchozích dvou kategorií. Ve čtvrté fázi jsou výrobky srovnatelné se standardními značkami a dodávají a vyrábějí je velké mezinárodní korporace.

## Dělení

### Dle kvality a ceny
Dělí se dle ceny a kvality do čtyř skupin:
- Ekonomické – mají nejnižší možnou cenu a přijatelnou kvalitu. V Česku se sem řadí například značky Halíř (Penny Market) či Clever (Billa).
- Standardní – jsou charakteristické přijatelnou kvalitou za rozumnou cenu, kvalita se podobá té u výrobní značky.
- Prémiové/exkluzivní – se zaměřují na image, kvalitu a vyšší cenu.
- Funkční – bývají i dražší než výrobní značky. Řadí se sem zdravá výživa, polotovary či bioprodukty.[10]

### Dle názvu
- Identický s prodejcem – snadná identifikace spotřebitelem, loajalita k řetězci.
- Značky, který maloobchod kontroluje a které označují svůj účel (např. bio)
- Podle tvůrce – často zaměňovány se značkovými.
- Licencované – značku řídí ten, kdo poskytl licenci.
- Generické – nejlevnější s nejnižší kvalitou (např. název „mýdlo“).[7]

## Výrobci
Firmy se pro produkci výrobků privátních značek rozhodují, aby měly zaručený odběr zboží, efektivně využívaly výrobní kapacitu, snížily celkové výrobní náklady, mohly výrobu specializovat a snížit náklady na propagaci. Výrobci světově známých značek nebývají výrobci privátních značek. Většinou se tomuto segmentu věnují výrobci, kteří mohou vyrábět určitý objem zboží určité kvality v přesném dodávkovém cyklu. Na druhé straně může produkce privátní značky způsobit pokles prestiže jejich vlastní výrobní značky.

## Privátní značky v Česku

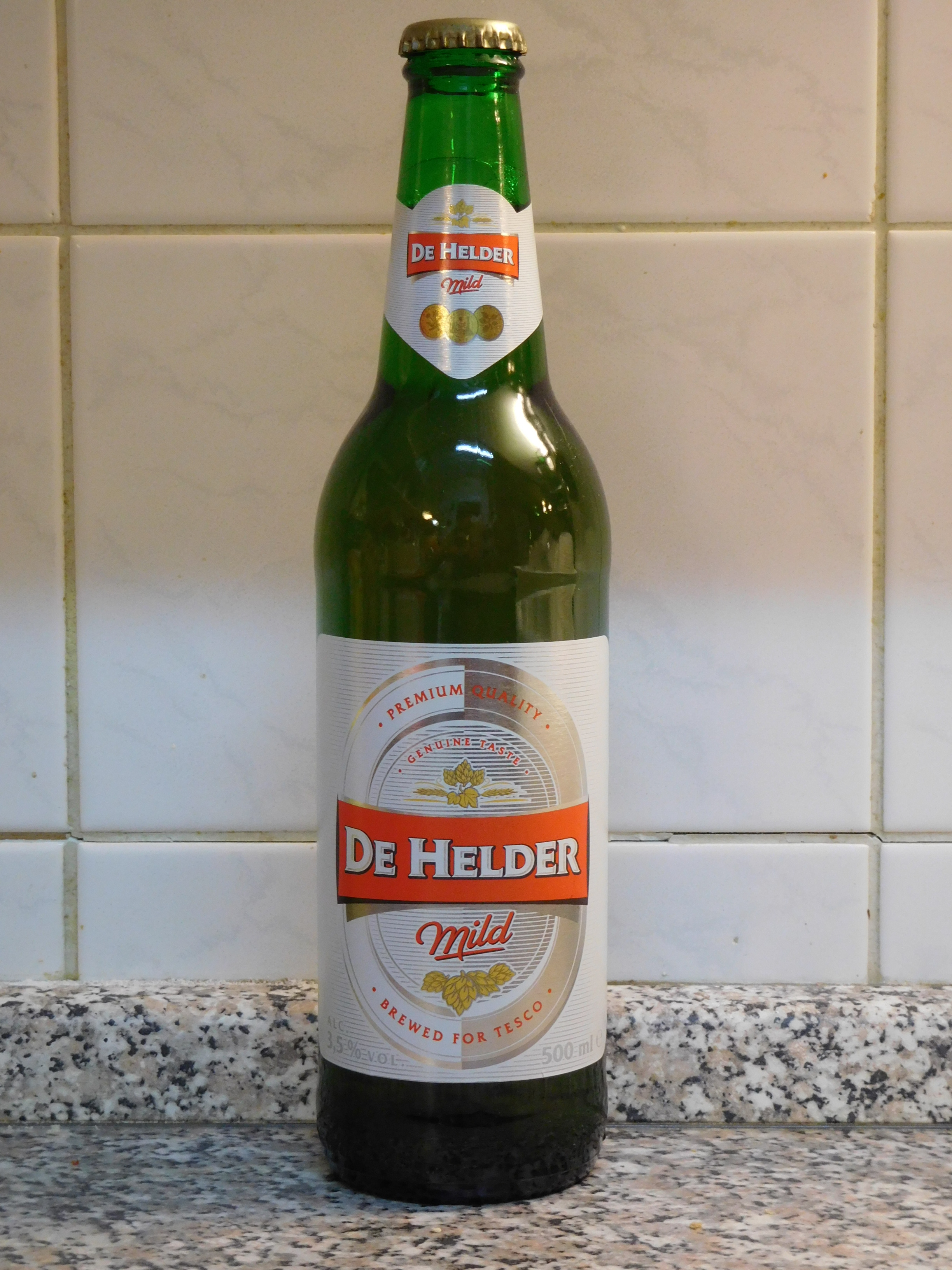
Příklad privátní značky – pivo z polského pivovaru Van Pur prodávané v ČR pod značkou De Helder řetězcem Tesco

- Albert – Albert Quality, Albert Excellent, Euro Shopper, Albert Bio, AH Basic, Bertold
- Billa – Clever, Naše bio, My (Billa a Penny Market mají stejného vlastníka REWE Group)
- Globus – Korrekt
- COOP – COOP klasik, COOP Premium, COOP Quality
- Kaufland – K-Classic, K-Purland, K-Jarmark (Kaufland a Lidl mají stejného vlastníka Schwarz Gruppe)
- Lidl – Pilos, Pikok, Argus, Deep, Cien, Dentalux, Alesto, Mister Choc, Tastino, SilverCrest (Kaufland a Lidl mají stejného vlastníka Schwarz Gruppe)
- Penny Market – Řezníkův talíř, Auraté, Trenza, Boni, Solfruta, Tanja, Louisa, Karlova koruna, Naturalia, Mike Mitchell´s, Crip Crop, Staročech (Billa a Penny Market mají stejného vlastníka REWE Group)
- Tesco – Tesco Value, Tesco Standard, Tesco Finest, Tesco Organics[7]